# Yuri Berchiche
Yuri Berchiche Izeta (* 10. Februar 1990 in Zarautz) ist ein spanischer Fußballspieler.

## Karriere
Berchiche begann seine Karriere beim Antiguoko KE. 2004 wechselte er zu Real Sociedad. 2005 kam er in die Jugend von Athletic Bilbao. 2007 wechselte er nach England zu Tottenham Hotspur. Im März 2009 wurde er bis Saisonende an den Drittligisten Cheltenham Town verliehen. Sein Debüt in der League One gab er im selben Monat, als er am 40. Spieltag der Saison 2008/09 gegen den FC Walsall in der Startelf stand. Mit Cheltenham stieg er zu Saisonende aus der League One ab.
Zur Saison 2009/10 kehrte er leihweise nach Spanien zurück und wechselte zu Real Valladolid, wo er hauptsächlich für die B-Mannschaft in der Tercera División zum Einsatz kam. Sein einziges Spiel für Valladolid in der Primera División absolvierte er im August 2009 gegen die UD Almería.
Zur Saison 2010/11 wechselte Berchiche zum spanischen Drittligisten Real Unión Irún. In seinen zwei Jahren beim Verein kam er in 45 Spielen in der Segunda División B zum Einsatz und erzielte dabei einen Treffer. 2012 wechselte er zu Real Sociedad, für das er bereits als Jugendlicher gespielt hatte. Zunächst wurde er jedoch für zwei Jahren an den Drittligisten SD Eibar verliehen. Mit Eibar stieg er 2013 in die Segunda División auf. In der Aufstiegssaison 2012/13 kam er in 30 Drittligaspielen zum Einsatz. Sein erstes Spiel für Eibar in der zweithöchsten spanischen Liga absolvierte er im August 2013 gegen Real Jaén. Seinen ersten Treffer in der Segunda División erzielte er im Februar 2014 bei einem 1:0-Sieg gegen die UD Las Palmas. Mit Eibar stieg er 2014 auch in die Primera División auf.
Nach dem Ende der Leihe kehrte er im Sommer 2014 zu Real Sociedad zurück. In seinen ersten beiden Saisonen beim Verein absolvierte er jeweils 21 Spiele in der höchsten spanischen Spielklasse, in denen er ohne Treffer blieb. Im September 2016 erzielte Berchiche bei einer 2:1-Niederlage gegen den FC Villarreal sein erstes Tor in der Primera División. Zu Ende der Saison 2016/17 hatte er 35 Spiele in der Liga zu Buche stehen, in denen er drei Treffer erzielte.
Im Juli 2017 wechselte er nach Frankreich zu Paris Saint-Germain. Für PSG absolvierte er in der Saison 2017/18 22 Spiele in der Ligue 1, in denen er zwei Tore erzielte. Mit dem Verein gewann er in jener Saison die französische Meisterschaft sowie den Cup und den Ligapokal.
Nach einer Saison in Frankreich kehrte er zur Saison 2018/19 nach Spanien zurück und schloss sich Athletic Bilbao an, für das er bereits in seiner Jugend gespielt hatte.

## Erfolge
Paris Saint-Germain
- Französischer Meister: 2017/18
- Französischer Pokalsieger: 2017/18
- Französischer Ligapokalsieger: 2017/18

Athletic Bilbao
- Spanischer Pokalsieger: 2023/24